# ستيف كابلان (عالم إنسان)
ستيف كابلان (بالعبرية: סטיבן קפלן‏) (بالإنجليزية: Steve Kaplan)‏ هو عالم إنسان إسرائيلي وأمريكي، ولد في 5 أكتوبر 1953 في نيويورك في الولايات المتحدة.